# Basasteron
Basasteron is een monotypisch geslacht van spinnen uit de familie mierenjagers (Zodariidae).

## Soort
Het geslacht kent de volgende soort, die endemisch is op Lord Howe-eiland:
- Basasteron leucosemum (Rainbow, 1920)